# Rossumplein
Rossumplein is een plein in Amsterdam-Zuidoost.

## Plein
Het plein kreeg per raadsbesluit van 7 maart 1984 haar naam en werd vernoemd naar het Gelderse dorp Rossum in de Bommelerwaard. Het is gelegen in Reigersbos waar meerdere straten zijn vernoemd naar plaatsen in Nederland. Het plein is voetgangersgebied en is weliswaar een open ruimte met huizen eromheen, maar veel uitzicht is er niet. Vanuit het binnenpleintje lopen allerlei stegen naar drie voet- en fietspaden (Reigersbos, Ravenwaaipad en Ruiseveenpad) en de sporen van de Amsterdamse metro. De bebouwing met huisnummers tussen 1 tot en met 56 bevindt zich aan de achterzijde van de woningen en bestaat uit bedrijfsruimten waarin onder meer een aantal tandartspraktijken gevestigd zijn (er ontbreken nogal wat huisnummers) en stamt uit 1984 toen het winkelcentrum en de woningen werden opgeleverd. De nieuwbouw in het midden, met de huisnummers 10-20 (even) en 60A, is van recenter datum.

## Muurschildering
In 2018 werd het besluit genomen het allesoverheersende beton in Reigersbos hier en daar een kleuriger uiterlijk te geven. Een grote blinde muur werd door Munir de Vries voorzien van de Muurschildering Reigersbos, viaducten kregen beschilderingen en ook het Rossumplein kreeg een verflaag. De opdracht ging naar Thamon van Blokland van United Painting. In overleg met de buurtbewoners (soms van de markt geplukt) en creatieve broedplaats De Kazerne kwam er een “urban jungle” tot stand; een doorlopende muurschildering aangebracht over alle gebouwen van het plein. Daarbij werd gekozen voor een gematigd drukke afbeelding. Daar waar Munir de Vries koos voor harde kleuren, kwam Van Blokland met zachtere kleuren. Het werk werd in 2021 en 2022 uitgevoerd.

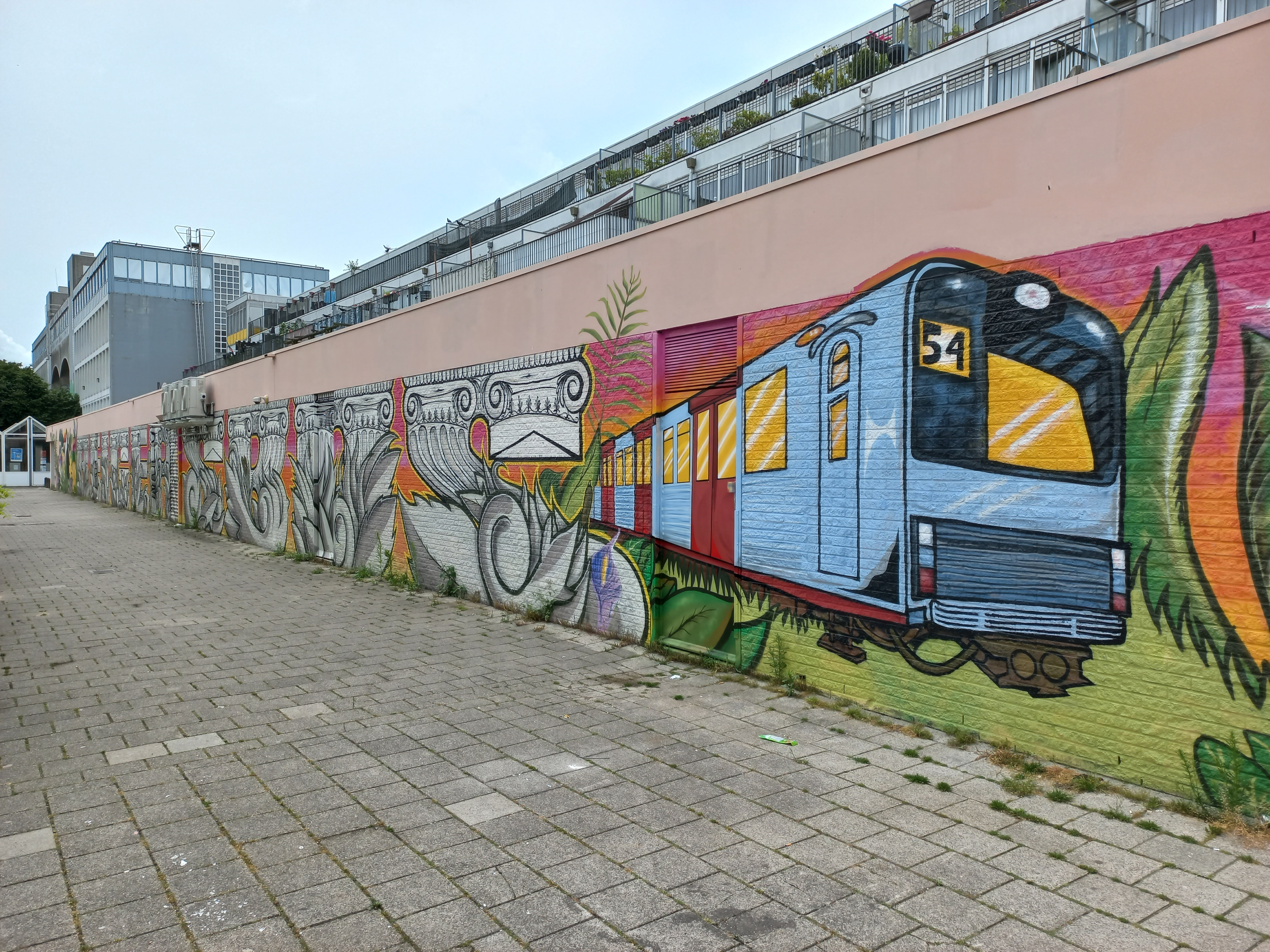
Rossumplein schilderingen (juni 2022)